# Sad (singel)
Sad – utwór muzyczny polskiej piosenkarki Sanah z jej piątego albumu studyjnego, zatytułowanego Kaprysy. Piosenka została wydana 14 czerwca 2024.

## Geneza utworu i historia wydania
Utwór napisali i skomponowali Zuzanna Grabowska i Arkadiusz Kopera, który również odpowiada za produkcję utworu.
Piosenka została umieszczona na piątym albumie studyjnym Sanah – Kaprysy.

## Teledysk
Do utworu powstał teledysk reżyserii samej piosenkarki i Alana Kępskiego, który udostępniono 14 czerwca 2024 za pośrednictwem serwisu YouTube.

## Notowania

### Pozycje na listach sprzedaży
| Kraj   | Lista (2024)             | Najwyższa pozycja |
| ------ | ------------------------ | ----------------- |
| Polska | OLiS – single w streamie | 52                |